# آماده دویدن (ترانه)
«آماده دویدن» (به انگلیسی: Ready to Run) تک‌آهنگی از دیکسی چیکس است که در سال ۱۹۹۹ میلادی منتشر شد.
این تک‌آهنگ در جدول‌های رده‌بندی جزو ده ترانه اول قرار گرفت.